# 安德烈亚斯·克拉默
安德烈亚斯·克拉默（瑞典語：Andreas Kramer，1997年4月13日—），瑞典男子田径运动员，主攻800米，2018年欧洲田径锦标赛男子800米银牌得主、2024年世界室内田径锦标赛男子800米银牌得主。